# Aéroport international de Yangyang
L'aéroport international de Yangyang (code IATA : YNY • code OACI : RKNY) est un petit aéroport international du nord-est de la Corée du Sud, ouvert en 2002. Il se situe dans le district de Yangyang, dans la province de Gangwon, et dessert les villes de Sokcho et Gangneung, dont il a remplacé les aéroports. Depuis 2008, cet aéroport n'a plus de vols réguliers, mais est le point de départ de vols occasionnels vers la Chine, le Japon et Taïwan. Il y avait par le passé des vols vers l'est et le sud de la Chine. 
En 2006, 51 547 passagers ont fréquenté cet aéroport. En 2007, il y a eu 33 686 usagers.
En 2011, il y a eu 5 748 passagers.
La compagnie Air Koryo a assuré des vols charters depuis l'aéroport de Hambourg de 2002 à 2006, durant quelques mois de l'année. Les vols ont cessé définitivement à la suite de la dégradation des relations entre les deux Corée.
Selon la Korea Airport Corporation, son concessionnaire, l'aéroport international de Yangyang a vu son dernier vol le 1er novembre 2008, et il a alors été question de le revendre ou de le clore. Il a finalement rouvert le 16 juillet 2010, quand East Asia AirLine (ko) a lancé des vols vers Pusan et Gimhae.
Avec la désignation de Pyeongchang pour accueillir les Jeux olympiques d'hiver de 2018, l'aéroport international de Yangyang espère voir le nombre de ses passagers croitre.

## Situation
| \| 50 km1:8 448 000 \| Cheongju Daegu Busan · Gimhae Séoul · Gimpo Gunsan Gwangju Séoul · Incheon Jeju Muan Pohang Sachéon Ulsan Wonju Yangyang Yeosu |
| 50 km1:8 448 000 |

## Statistiques
Pour des raisons techniques, il est temporairement impossible d'afficher le graphique qui aurait dû être présenté ici.

Voir la requête brute et les sources sur Wikidata.

## Compagnies et destinations
Le 4 août 2011, la compagnie taïwanaise TransAsia Airways a ouvert une ligne vers l'aéroport international de Yangyang, assurant cinq rotations par semaine.
| Compagnies        | Destinations                |
| ----------------- | --------------------------- |
| Jin Air           | En saison : Shanghai-Pudong |
| Korea Express Air | Pusan-Gimhae, Jeju          |

## Navettes

### Bus
- Gare routière de Yangyang ↔ aéroport international de Yangyang